# Château de Chantilly (Courcelles-de-Touraine)
Pour les articles homonymes, voir Château de Chantilly (homonymie).
Le château de Chantilly est situé à Courcelles-de-Touraine, en France. 

## Localisation
Le château de Chantilly est situé sur le territoire de la commune de Courcelles-de-Touraine dans le département d'Indre-et-Loire, en région Centre-Val de Loire

## Description
Le château de Chantilly est un ancien logis seigneurial ayant subi plusieurs remaniements. Il se prolonge à l'ouest par une porte fortifiée, bâtiment rectangulaire dont la façade nord conserve les rainures du pont-levis et dont l'angle nord-ouest porte une tourelle sur un cul-de-lampe,.

## Historique
Le château date du XVIe siècle. 
Les seigneurs successifs sont Pierre de La Houdière (1411) ; Ambroise des Escotais (1604) ; Ambroise II des Escotais, seigneur d'Armilly, époux d'Élisabeth de Broc (1666-1701) ; Michel-Séraphin des Escotais, seigneur du Coudray-Macouard, du Plessis-Barbe, de la Grande-Gitonnière et de l'Île-Oger, capitaine des vaisseaux du roi, épouse de Louise de Laval (1709-1736). Le dernier seigneur est Louis-Jacques-Roland, comte des Escotais, mestre de camp au régiment d'Esterhazy hussards, époux de Marie-Louise-Françoise de Plas.
Il fait l'objet d'une inscription et d'un classement partiel au titre des monuments historiques par arrêté du 8 septembre 1949 (éléments protégés : les façades et toitures) et du 26 janvier 1950 (plafond peint du rez-de-chaussée).

### Lens externes
- Ressource relative à l'architecture :   - Mérimée